# Máy quét vân tay

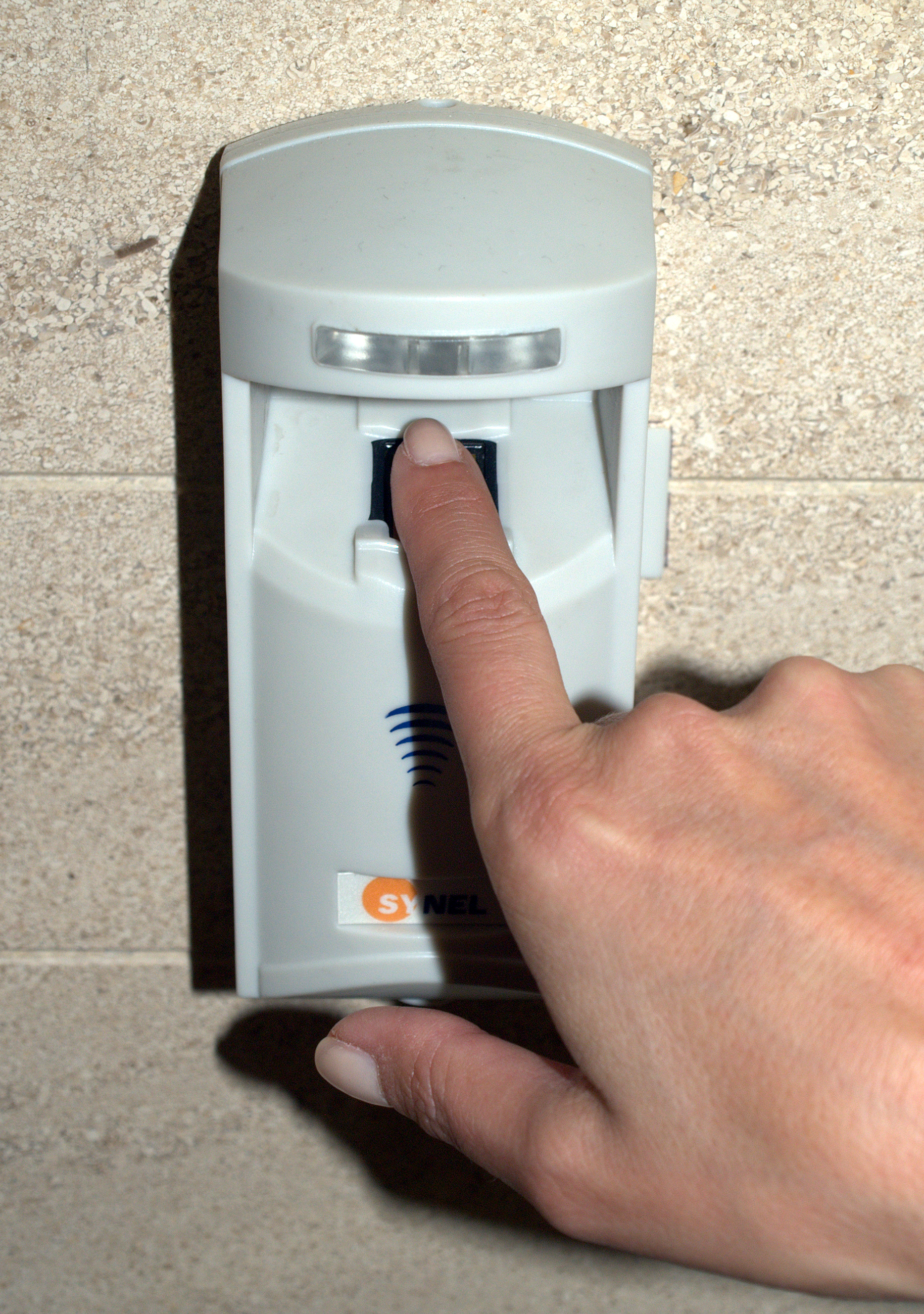
Một máy quét vân tay độc lập được sử dụng tại cửa tòa nhà

Máy quét vân tay (tiếng Anh: Fingerprint scanner)  hay Thiết bị nhận dạng vân tay  là các hệ thống bảo mật dựa trên sinh trắc học. Chúng được sử dụng tại các đồn cảnh sát, các ngành công nghiệp an ninh, các điện thoại thông minh, và các thiết bị di động khác.

## Vân tay
Con người có các mô hình vân tay trên ngón tay của mình, các mô hình này được gọi là vân tay. Vân tay có đặc điểm độc nhất, bền vững trong suốt cuộc đời của mỗi người và khó để thay đổi. Do sự kết hợp độc đáo này, vân tay đã trở thành phương tiện nhận dạng lý tưởng.

## Các loại máy quét vân tay
Có bốn loại máy quét vân tay: Máy quét quang học (optical scanners), máy quét điện dung (capacitance scanners), máy quét siêu âm (ultrasonic scanners) và máy quét nhiệt (thermal scanners). Chức năng cơ bản của mỗi loại máy quét là thu được hình ảnh vân tay của một người và tìm kiếm một phù hợp trong cơ sở dữ liệu của nó. Đánh giá chất lượng hình ảnh vân tay dựa trên đơn vị "chấm trên mỗi inch" (DPI).
- Máy quét quang học lấy một hình ảnh trực quan của vân tay bằng cách sử dụng một máy ảnh kỹ thuật số.
- Máy quét điện dung hoặc CMOS sử dụng tụ điện và dòng điện để tạo ra một hình ảnh của vân tay. Loại máy quét này thường xuất sắc về độ chính xác.
- Máy quét siêu âm vân tay sử dụng sóng âm tần cao để xuyên qua lớp biểu bì (bên ngoài) của da.
- Máy quét nhiệt cảm nhận sự khác biệt nhiệt độ trên bề mặt tiếp xúc, giữa các gờ và lòng chân vân tay.

Hầu hết các máy quét vân tay đều có thể bị lừa bằng một kỹ thuật liên quan đến việc chụp ảnh vân tay, xử lý ảnh bằng phần mềm đặc biệt và in ra những bản sao vân tay bằng máy in 3D.

## Các dạng thiết kế

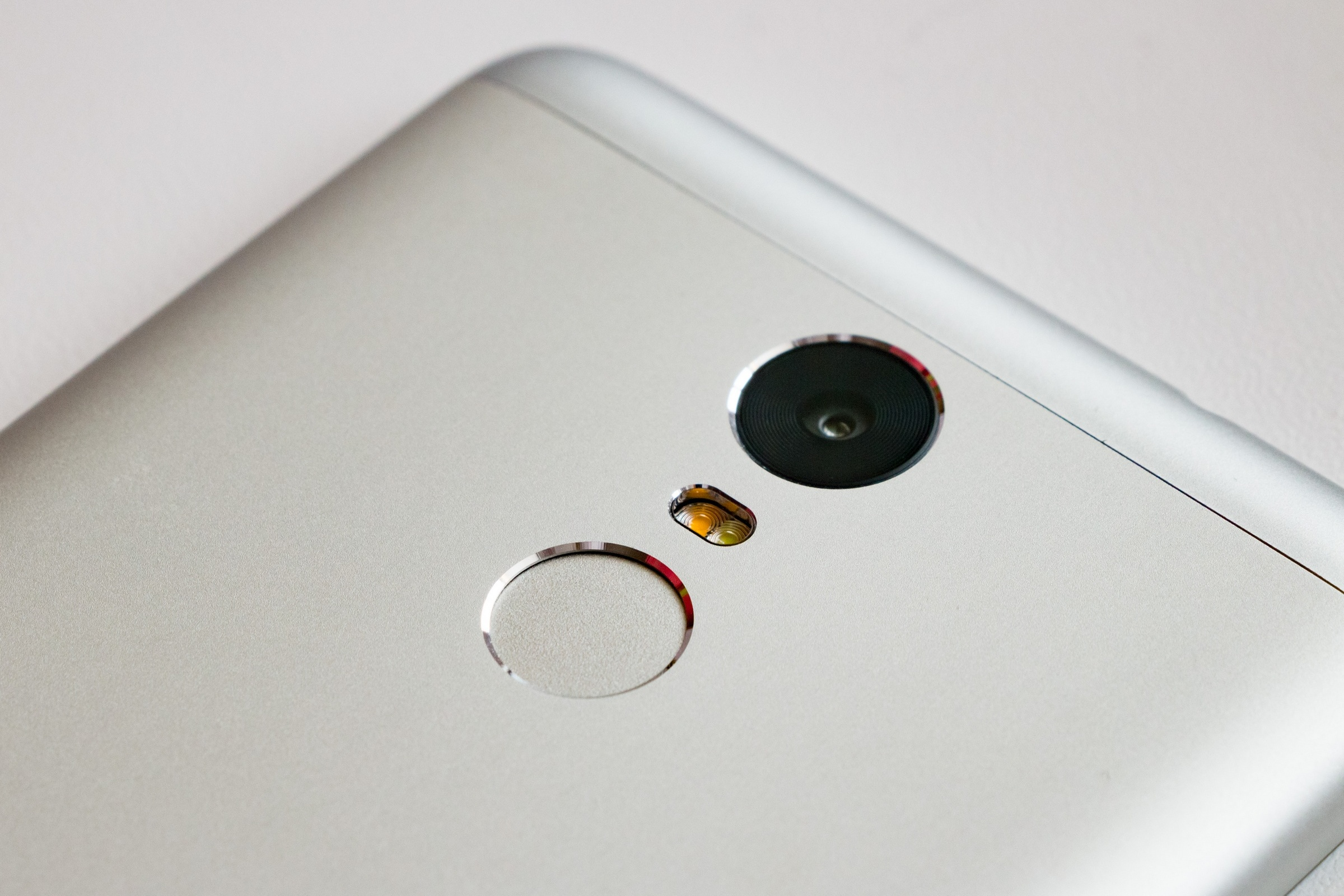
Máy quét vân tay trên một điện thoại thông minh (ở góc dưới bên trái)

Có hai dạng thiết kế: máy quét vân tay tĩnh và máy quét vân tay di động.
- Thiết kế tĩnh: Ngón tay phải được kéo qua khu vực quét nhỏ. Đây là dạng thiết kế rẻ hơn và ít đáng tin cậy hơn so với dạng di động. Hình ảnh có thể không lý tưởng khi ngón tay không được kéo qua khu vực quét với tốc độ đều.
- Thiết kế di động: Ngón tay được đặt trên khu vực quét trong khi máy quét di chuyển dưới đó. Vì máy quét di chuyển với tốc độ đều trên vân tay, hình ảnh được cải thiện hơn.

## Dạng sử dụng

### Đầu đọc độc lập
Microsoft đã phát hành một đầu đọc vân tay vào năm 2005.

### Đầu đọc tích hợp
Từ đầu những năm 2000, một số laptop hỗ trợ PC Card có thể được trang bị đầu đọc vân tay; ví dụ, Compaq Armada E500 có thể được trang bị tùy chọn đầu đọc vân tay bên ngoài từ năm 2000 - mô-đun đầu đọc được phát hành bởi Toshiba. IBM sản xuất các laptop tích hợp đầu đọc từ năm 2004. Apple đặt tên thương hiệu của công nghệ nhận dạng vân tay điện tử, được biết đến với tên Touch ID, chỉ được giới thiệu vào năm 2013 cho điện thoại thông minh, và tùy chọn cho laptop được phát hành vào năm 2016. Việc triển khai đã bị trì hoãn cho đến năm 2013 chỉ vì tích hợp máy quét vân tay với bàn di chuột quang học đã được đăng ký bằng sáng chế bởi RIM (Blackberry) vào năm 2004. Blackberry đã sản xuất các điện thoại thông minh với đầu đọc từ năm 2010 - mẫu đầu tiên có tính năng này là Blackberry Curve giá rẻ.